# The Advocate
The Advocate (ISSN 0001-8996) is het oudste opinieblad voor de lgbt-gemeenschap in de Verenigde Staten.
The Advocate werd opgericht in 1967 als The Los Angeles Advocate door Dick Michaels en Bill Rand, die lid waren van de protestbeweging PRIDE in Los Angeles. In 1969 werd het omgedoopt tot The Advocate en vanaf dat moment nationaal verspreid. Tegenwoordig wordt het blad uitgegeven door PlanetOut Inc. in San Francisco: een conglomeraat dat gespecialiseerd is in 'gay media'.
The Advocate kan worden omschreven als HP/De Tijd voor homoseksueel Amerika. Het blad brengt nieuws, achtergrondartikelen, interviews, columns, recensies en opiniestukken over politiek, recht, het bedrijfsleven, cultuur, gezondheid en de entertainmentindustrie.
The Advocate verschijnt elke twee weken, sinds 2007 in een oplage van 165.000 exemplaren. Een kwart van het lezerspubliek is vrouw.
Op de website van het tijdschrift wordt ongeveer dertig procent van de inhoud gepubliceerd. Deze site fungeert tevens als nieuwssite en wordt dagelijks ververst.